# Associazione Sportiva Lucchese Libertas 1995-1996
Questa voce raccoglie le informazioni riguardanti l'Associazione Sportiva Lucchese Libertas nelle competizioni ufficiali della stagione 1995-1996.

## Stagione
Nella stagione 1995-1996 la Lucchese allenata da Bruno Bolchi disputa il sedicesimo campionato di Serie B della sua storia, raccoglie 54 che le valgono il sesto posto. Con 15 reti Massimo Rastelli risulta il miglior realizzatore rossonero di stagione. Nel girone di andata somma 24 punti, nel ritorno ne raccoglie 30 e fino a poche giornate dal termine del campionato, resta in corsa per la promozione. Nella Coppa Italia la squadra toscana elimina nel primo turno l'Ancona, poi nel secondo turno cede al Porta Elisa al Cagliari (3-4) dopo i tempi supplementari.

## Divise e sponsor
Lo sponsor tecnico per la stagione 1995-1996 fu Erreà, mentre lo sponsor ufficiale fu Cremlat.
| 1ª divisa | 2ª divisa |

## Organigramma societario
Area direttiva
- Presidente: Egiziano Maestrelli
- Amministratore delegato: Aldo Grassi
- Direttore generale: Giuseppe Vitale
- Segretario generale: Fabio Bonelli
- Addetto stampa: Giovanni Mineo
- Responsabile osservatori: Andrea Orlandini

Area tecnica
- Allenatore: Bruno Bolchi
- Allenatore in seconda: Giampaolo Piaceri
- Preparatore dei portieri: Walter Ciappi
- Allenatore Primavera: Marco Masi
- Preparatore atletico: Paolo Alessandroni

Area sanitaria
- Medici sociali: Enrico Castellacci e Adolfo Tambellini
- Massaggiatore: Alvaro Vannucchi

## Rosa
| N. |                   | Ruolo | Calciatore             |
| -- | ----------------- | ----- | ---------------------- |
| 27 | Italia (bandiera) | P     | Giovanni Galli         |
| 1  | Italia (bandiera) | P     | Cristiano Scalabrelli  |
| 6  | Italia (bandiera) | D     | Giuseppe Baronchelli   |
| 4  | Italia (bandiera) | D     | Stefano Bettarini      |
| 31 | Italia (bandiera) | D     | Massimo Brambati       |
| 13 | Italia (bandiera) | D     | Giuseppe Cardone       |
| 2  | Italia (bandiera) | D     | Manuele Guzzo          |
| 3  | Italia (bandiera) | D     | Mario Manzo            |
| 7  | Italia (bandiera) | D     | Michele Mignani        |
| 8  | Italia (bandiera) | D     | Dimitri Rombi          |
| 18 | Italia (bandiera) | C     | Francesco Campolattano |
| 10 | Italia (bandiera) | C     | Mario Massimo Caruso   |
| 25 | Italia (bandiera) | C     | Francesco Cozza        |

| N. |                   | Ruolo | Calciatore          |
| -- | ----------------- | ----- | ------------------- |
|    | Italia (bandiera) | C     | Oliviero Di Stefano |
| 15 | Italia (bandiera) | C     | Jimmy Fialdini      |
| 19 | Italia (bandiera) | C     | Gianluca Gaudenzi   |
| 14 | Italia (bandiera) | C     | Silvio Giusti       |
| 5  | Italia (bandiera) | C     | Bruno Russo         |
| 21 | Italia (bandiera) | C     | Pasquale Suppa      |
|    | Italia (bandiera) | C     | Salvatore Tedesco   |
| 16 | Italia (bandiera) | A     | Corrado Grabbi      |
| 9  | Italia (bandiera) | A     | Roberto Paci        |
| 9  | Italia (bandiera) | A     | Andrea Pistella     |
| 11 | Italia (bandiera) | A     | Massimo Rastelli    |
|    | Italia (bandiera) | A     | Nazzareno Tarantino |

## Risultati

### Serie B

#### Girone di andata
| Arbitro: | L. Branzoni (Pavia) |

|          |           |               |
| Manzo 1’ | Marcatori | 25’ Cossato I |

| Arbitro: | Dagnello (Trieste) |

|  |           |                     |
|  | Marcatori | 2’ Suppa 36’ Grabbi |

| Lucca 10 settembre 1995 3ª giornata | Lucchese           | 0 – 0 | Brescia | Stadio Porta Elisa\| Arbitro: \| De Santis (Tivoli) \| |
| Arbitro:                            | De Santis (Tivoli) |       |         |                                                        |

| Arbitro: | Rodomonti (Teramo) |

|                                 |           |  |
| Catelli 80’ (rig.) Montrone 85’ | Marcatori |  |

| Lucca 24 settembre 1995 5ª giornata | Lucchese                    | 0 – 0 | Palermo | Stadio Porta Elisa\| Arbitro: \| Serena (Bassano del Grappa) \| |
| Arbitro:                            | Serena (Bassano del Grappa) |       |         |                                                                 |

| Arbitro: | Lana (Torino) |

|            |           |              |
| Strada 18’ | Marcatori | 60’ Rastelli |

| Arbitro: | Trentalange (Torino) |

|                                    |           |              |
| Ruotolo 25’ Baronchelli 66’ (aut.) | Marcatori | 18’ Rastelli |

| Arbitro: | De Prisco (Torre Annunziata) |

|  |           |                  |
|  | Marcatori | 29’ A. Carnevale |

| Arbitro: | Serena (Bassano del Grappa) |

|                                                |           |  |
| Negri 22’, 63’ Giunti 65’ Rocco 67’ Meacci 90’ | Marcatori |  |

| Arbitro: | Franceschini (Bari) |

|                                           |           |                                  |
| Cozza 17’, 36’ (rig.), 47’ Di Stefano 80’ | Marcatori | 45’ (rig.), 90’ Hübner 46’ Ponzo |

| Venezia 5 novembre 1995 11ª giornata | Venezia         | 0 – 0 | Lucchese | Stadio Pierluigi Penzo\| Arbitro: \| Treossi (Forlì) \| |
| Arbitro:                             | Treossi (Forlì) |       |          |                                                         |

| Arbitro: | Dagnello (Trieste) |

|          |           |             |
| Paci 46’ | Marcatori | 70’ Tudisco |

| Arbitro: | Gronda (Genova) |

|            |           |  |
| Miceli 52’ | Marcatori |  |

| Arbitro: | Rosica (Roma) |

|         |           |  |
| Paci 2’ | Marcatori |  |

| Andria 10 dicembre 1995 15ª giornata | Fidelis Andria   | 0 – 0 | Lucchese | Stadio Degli Ulivi\| Arbitro: \| Rossi (Ciampino) \| |
| Arbitro:                             | Rossi (Ciampino) |       |          |                                                      |

| Arbitro: | Racalbuto (Gallarate) |

|                            |           |                 |
| Bettarini 26’ Brambati 53’ | Marcatori | 34’ Cornacchini |

| Verona 23 dicembre 1995 17ª giornata | Verona          | 0 – 0 | Lucchese | Stadio Marcantonio Bentegodi\| Arbitro: \| Cesari (Genova) \| |
| Arbitro:                             | Cesari (Genova) |       |          |                                                               |

| Arbitro: | Bonfrisco (Monza) |

|                                 |           |          |
| Manzo 8’ Rastelli 35’ Cozza 41’ | Marcatori | 21’ Poli |

| Foggia 14 gennaio 1996 19ª giornata | Foggia          | 0 – 0 | Lucchese | Stadio Pino Zaccheria\| Arbitro: \| Gronda (Genova) \| |
| Arbitro:                            | Gronda (Genova) |       |          |                                                        |

#### Girone di ritorno
| Arbitro: | Cinciripini (Ascoli Piceno) |

|                      |           |                             |
| Rinino 2’ Guerra 15’ | Marcatori | 1’ (rig.) Paci 77’ Rastelli |

| Arbitro: | Rosica (Roma) |

|                                     |           |            |
| Manzo 37’ Fialdini 76’ Pistella 87’ | Marcatori | 45’ Lucidi |

| Arbitro: | De Santis (Tivoli) |

|          |           |           |
| Neri 58’ | Marcatori | 90’ Guzzo |

| Arbitro: | Boggi (Salerno) |

|                         |           |             |
| Rastelli 11’ Giusti 56’ | Marcatori | 30’ Lorenzo |

| Arbitro: | L. Branzoni (Pavia) |

|                                 |           |                        |
| Di Già 24’ Scarafoni 63’ (rig.) | Marcatori | 49’ Rastelli 90’ Cozza |

| Arbitro: | Cinciripini (Ascoli Piceno) |

|  |           |                     |
|  | Marcatori | 45’, 50’ Simutenkov |

| Arbitro: | Bonfrisco (Monza) |

|                            |           |  |
| Bettarini 49’ Rastelli 82’ | Marcatori |  |

| Arbitro: | Beschin (Legnago) |

|                         |           |             |
| Palladini 38’ Baldi 70’ | Marcatori | 3’ Rastelli |

| Arbitro: | Quartuccio (Torre Annunziata) |

|                              |           |                    |
| Rastelli 35’ Paci 45’ (rig.) | Marcatori | 65’ (rig.) Allegri |

| Arbitro: | Lana (Torino) |

|            |           |                        |
| Aloisi 13’ | Marcatori | 63’ Rastelli 72’ Guzzo |

| Arbitro: | Farina (Novi Ligure) |

|                         |           |  |
| Cardone 6’ Rastelli 29’ | Marcatori |  |

| Arbitro: | Pellegrino (Barcellona Pozzo di Gotto) |

|                   |           |          |
| Pisano 90’ (rig.) | Marcatori | 40’ Paci |

| Arbitro: | Dagnello (Trieste) |

|                      |           |               |
| Paci 44’ (rig.), 58’ | Marcatori | 36’ Lucarelli |

| Arbitro: | Racalbuto (Gallarate) |

|                     |           |  |
| Campilongo 45’, 55’ | Marcatori |  |

| Arbitro: | Serena (Bassano del Grappa) |

|              |           |             |
| Rastelli 56’ | Marcatori | 79’ Palumbo |

| Arbitro: | Boggi (Salerno) |

|                                  |           |  |
| Scapolo 38’ (rig.) Valtolina 64’ | Marcatori |  |

| Arbitro: | Bolognino (Milano) |

|               |           |             |
| Tarantino 90’ | Marcatori | 71’ Di Vaio |

| Arbitro: | Trentalange (Torino) |

|                                 |           |  |
| Carrara 13’ Aglietti 45’ (rig.) | Marcatori |  |

| Arbitro: | Lana (Torino) |

|                                                   |           |              |
| Cardone 11’ Manzo 16’ Cozza 45’ Rastelli 48’, 54’ | Marcatori | 6’ Marazzina |

### Coppa Italia

#### Primo turno
| Arbitro: | Farina (Novi Ligure) |

|                                                  |           |  |
| Cardone 54’ Grabbi 64’ Pistella 81’ Rastelli 83’ | Marcatori |  |

#### Secondo turno
| Arbitro: | Quartuccio (Torre Annunziata) |

|                                    |           |                                                    |
| Pistella 2’, 22’ Grabbi 79’ (rig.) | Marcatori | 58’ Oliveira 62’ Pancaro 66’ Muzzi 91’ Dario Silva |

## Statistiche

### Statistiche di squadra
| Competizione | Punti | In casa | In casa | In casa | In casa | In casa | In casa | In trasferta | In trasferta | In trasferta | In trasferta | In trasferta | In trasferta | Totale | Totale | Totale | Totale | Totale | Totale | DR |
| Competizione | Punti | G       | V       | N       | P       | Gf      | Gs      | G            | V            | N            | P            | Gf           | Gs           | G      | V      | N      | P      | Gf     | Gs     | DR |
| ------------ | ----- | ------- | ------- | ------- | ------- | ------- | ------- | ------------ | ------------ | ------------ | ------------ | ------------ | ------------ | ------ | ------ | ------ | ------ | ------ | ------ | -- |
| Serie B      | 54    | 19      | 11      | 6       | 2       | 32      | 17      | 19           | 2            | 9            | 8            | 13           | 26           | 38     | 13     | 15     | 10     | 45     | 43     | +2 |
| Coppa Italia |       | 2       | 1       | 0       | 1       | 7       | 4       | -            | -            | -            | -            | -            | -            | 2      | 1      | 0      | 1      | 7      | 4      | +3 |
| Totale       | -     | 21      | 12      | 6       | 2       | 39      | 21      | 19           | 2            | 9            | 8            | 13           | 26           | 40     | 14     | 15     | 11     | 52     | 47     | +5 |

### Statistiche dei giocatori[3]
| Giocatore       | Serie B  | Serie B | Coppa Italia | Coppa Italia | Totale   | Totale |
| Giocatore       | Presenze | Reti    | Presenze     | Reti         | Presenze | Reti   |
| --------------- | -------- | ------- | ------------ | ------------ | -------- | ------ |
| G. Baronchelli  | 34       | 0       | 2            | 0            | 36       | 0      |
| S. Bettarini    | 34       | 2       | 2            | 0            | 36       | 2      |
| M. Brambati     | 19       | 1       | -            | -            | 19       | 1      |
| F. Campolattano | 5        | 0       | 1            | 0            | 6        | 0      |
| G. Cardone      | 35       | 2       | 2            | 1            | 37       | 3      |
| M.M. Caruso     | 3        | 0       | 2            | 0            | 5        | 0      |
| F. Cozza        | 28       | 6       | -            | -            | 28       | 6      |
| O. Di Stefano   | 21       | 1       | -            | -            | 21       | 1      |
| J. Fialdini     | 30       | 1       | 2            | 0            | 32       | 1      |
| G. Galli        | 26       | -30     | -            | -            | 26       | -30    |
| G. Gaudenzi     | 11       | 0       | -            | -            | 11       | 0      |
| S. Giusti       | 37       | 1       | 2            | 0            | 39       | 1      |
| C. Grabbi       | 8        | 1       | 2            | 2            | 10       | 3      |
| M. Guzzo        | 22       | 2       | -            | -            | 22       | 2      |
| M. Manzo        | 33       | 4       | 1            | 0            | 34       | 4      |
| M. Mignani      | 26       | 0       | 2            | 0            | 28       | 0      |
| R. Paci         | 20       | 7       | -            | -            | 20       | 7      |
| A. Pistella     | 26       | 1       | 2            | 3            | 28       | 4      |
| M. Rastelli     | 34       | 14      | 2            | 1            | 36       | 15     |
| D. Rombi        | 1        | 0       | -            | -            | 1        | 0      |
| B. Russo        | 37       | 0       | 2            | 0            | 39       | 0      |
| C. Scalabrelli  | 13       | -13     | 2            | -4           | 15       | -17    |
| P. Suppa        | 6        | 1       | 2            | 0            | 8        | 1      |
| N. Tarantino    | 7        | 1       | -            | -            | 7        | 1      |
| S. Tedesco (I)  | 6        | 0       | -            | -            | 6        | 0      |